# Ermont
Ermont je severozahodno predmestje Pariza in občina v osrednjem francoskem departmaju Val-d'Oise regije Île-de-France. Leta 2010 je imelo naselje 27.446 prebivalcev.

## Geografija
Naselje leži v osrednji Franciji v osrčju doline Montmorency, 15 km od središča Pariza.

## Administracija
Ermont je sedež istoimenskega kantona, vključenega v okrožje Pontoise.

## Pobratena mesta
- Adria (Italija),
- Banbury (Združeno kraljestvo),
- Lampertheim (Nemčija),
- Loja (Španija),
- Maldegem (Belgija),
- Wierden (Nizozemska).